# Stonewall Jackson

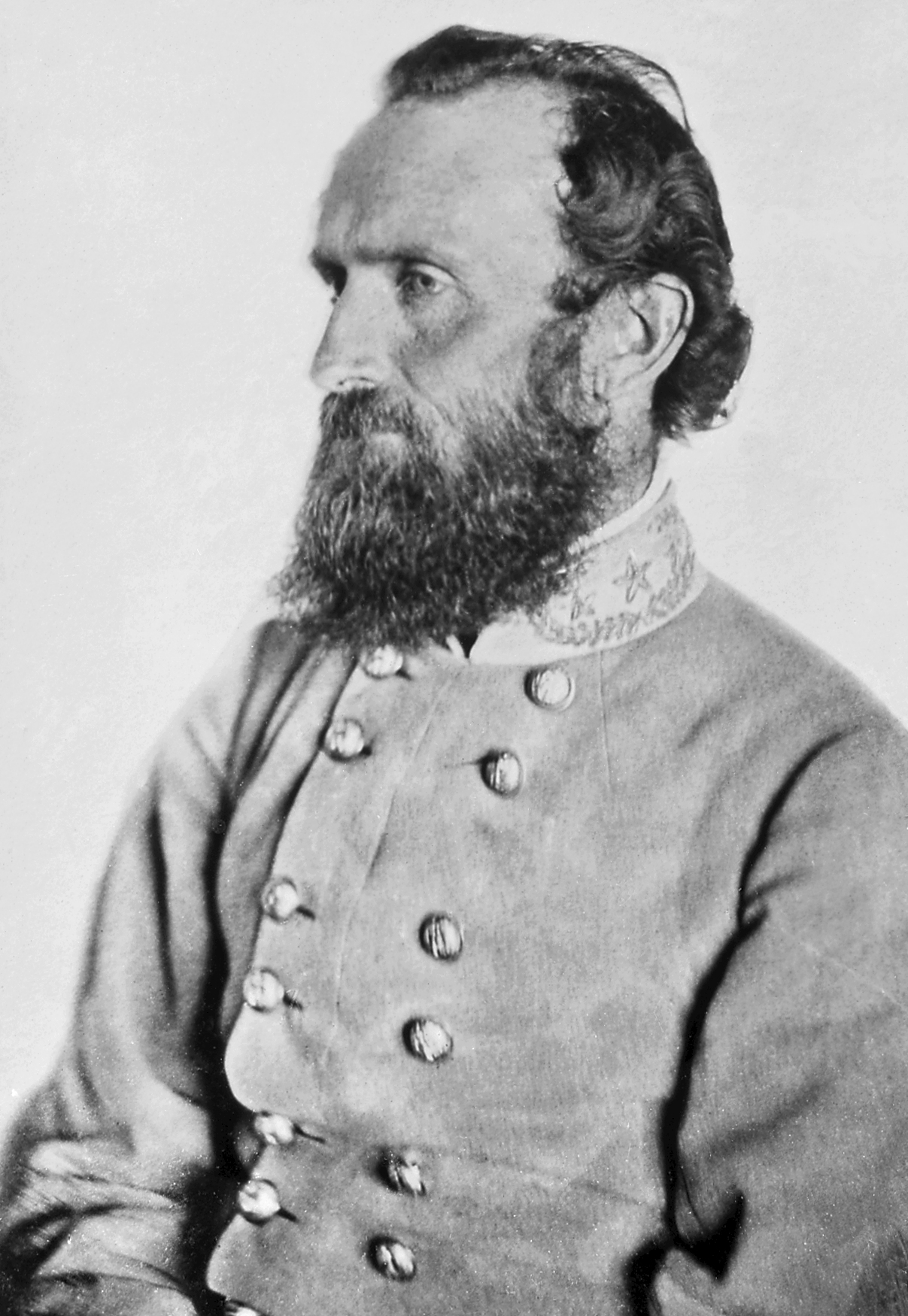
Foto de Stonewall Jackson tirada em 26 de abril de 1863, sete dias antes de ser ferido em Chancellorsville.

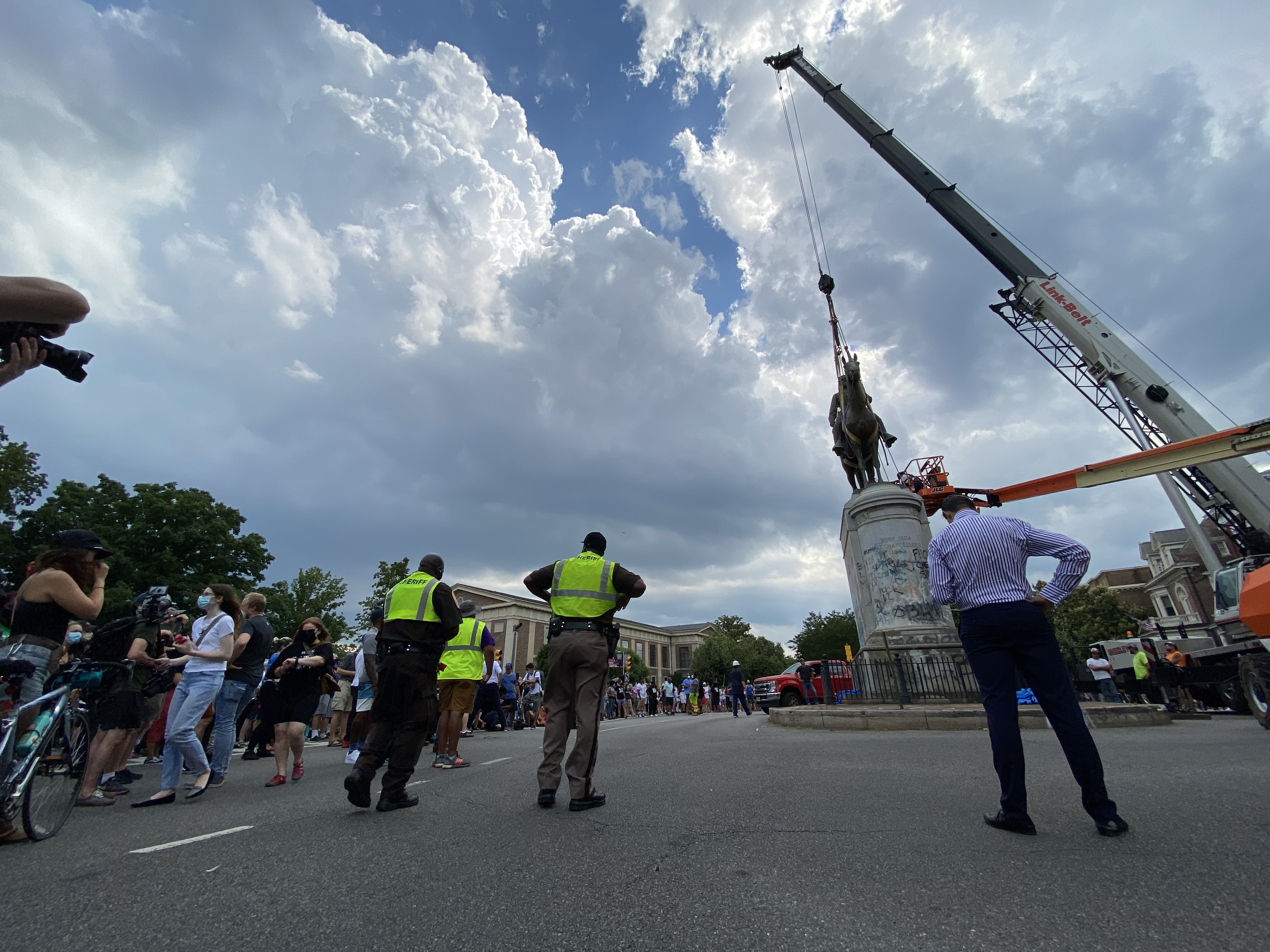
Estátua de Stonewall Jackson sendo removida de Richmond, em 1 de julho de 2020.

Thomas Jonathan "Stonewall" Jackson (21 de janeiro de 1824 – 10 de maio de 1863) foi um militar americano, mais conhecido como um dos principais oficiais das forças armadas dos Estados Confederados da América durante a Guerra da Secessão e um dos colaboradores mais próximos do general Robert E. Lee. Sua carreira militar data de 1849, onde se destacou por seu pragmatismo e proeza tática. Durante a guerra civil americana, participou de quase todos os importantes combates iniciais no Teatro Oriental de operações, de 1861 até sua morte em 1863.
Diferente de outros generais confederados de origem aristocrática, Jackson nasceu em família trabalhadora, no estado da Virgínia (atualmente sua cidade natal está localizada na Virgínia Ocidental). Em 1842, foi apontado para a Academia Militar dos Estados Unidos em West Point, se formando quatro anos depois. Ele serviu no exército americano durante a Guerra Mexicano-Americana (de 1846–1848), se destacando em combate como na Batalha de Chapultepec. De 1851 a 1861, ele lecionou no Instituto Militar da Virgínia, onde não era muito popular entre os estudantes. Nesse meio tempo, ele se casou duas vezes. Sua primeira mulher morreu dando a luz, mas sua segunda esposa, Mary Anna Morrison, viveu até 1915. Pessoalmente, Jackson era um devoto cristão e tinha uma posição ambígua com relação a escravidão no país. Sendo ele mesmo dono de escravos, sua esposa afirmava que ele era "justo mas duro" com seus servos. Apesar de mostrar, em diferentes ocasiões, oposição a instituição, sua visão cristã era que a escravidão era sancionada por Deus e portanto não cabia a ele questiona-la.
Quando o seu estado natal da Virgínia declarou que estava se separando da União, em maio de 1861, após os Confederados terem atacado o Forte Sumter, Jackson renunciou sua comissão no exército federal e se alistou no exército confederado. Ele se distinguiu em batalha comandando sua brigada na Primeira Batalha de Bull Run, em julho, manobrando seus homens com a batalha em andamento e repelindo um feroz ataque das forças da União. Neste contexto, o general Barnard Elliott Bee Jr. o comparou com uma "muralha de pedra" (stone wall), que se tornou seu apelido.
Jackson conduziu uma campanha bem sucedida contra tropas federais muito mais numerosas na região do Vale do Shenandoah, entre março e junho de 1862. Apesar de ter sido derrotado na Primeira Batalha de Kernstown, muito devido a problemas de coleta de inteligência, Jackson conduziu sua brigada, agindo com agressividade que se tornou característica dele, para derrotar três exércitos da União separados, impedindo assim que o Exército do Potomac, do general unionista George B. McClellan, recebesse importantes reforços na sua campanha para tentar tomar Richmond, a capital confederada. Jackson então moveu suas tropas para apoiar o Exército da Virgínia do Norte, que era comandado pelo general Lee. Sua performance não foi muito boa na Batalha dos Sete Dias, onde se atrasou em diversas lutas. Durante a Campanha do Norte da Virgínia naquele verão, os soldados de Jackson capturaram e destruíram vários depósitos de suprimentos do General John Pope, resistindo em seguida aos contra-ataque federais na Segunda Batalha de Bull Run. Alguns dias depois, teve um papel proeminente na Campanha de Maryland, onde capturou a cidade de Harpers Ferry (setembro de 1862), uma localização estratégica, proporcionando uma posição defensiva no flanco esquerdo do exército confederado em Antietam. Três meses depois, em dezembro, suas forças lutaram na Batalha de Fredericksburg, onde suas linhas de defesa quase cederam mas no final não quebraram sob pesados ataques das tropas da União comandadas pelo major-general Ambrose Burnside. Entre abril e maio de 1863, Jackson liderou o ataque contra as tropas muito mais numerosas do general Joseph Hooker na Batalha de Chancellorsville. Lee havia dividido suas forças em três colunas, sendo que Jackson ficou na vanguarda com 30 000 soldados em um ataque surpresa contra o flanco direito da União, forçando-os a recuar mais de 3 km de suas posições originais. Porém, apesar do sucesso inicial, na noite de 2 de maio, enquanto inspecionava as linhas de frente, acabou sendo alvejado por fogo amigo. Socorrido as pressas, o general teve seu braço amputado e continuou a piorar naquela semana. Com a saúde debilitada, morreu de pneumonia oito dias mais tarde.
Historiadores militares consideram Stonewall Jackson como um dos comandantes táticos mais habilidosos da história militar dos Estados Unidos. Suas táticas e manobras são estudadas em academias militares até os dias de hoje. Sua morte foi um grande revés para a Confederação, com a perda de um dos seus melhores generais, afetando não somente os prospectos militares, mas também a moral do exército e da população em geral. Após sua morte, suas façanhas militares ganharam status legendários, se tornando um importante elemento da teoria da Lost Cause ("Causa Perdida") da Confederação.

## Mais leituras
- Austin, Aurelia (1967). Georgia boys with "Stonewall" Jackson: James Thomas Thompson and the Walton Infantry. Athens: University of Georgia Press. ISBN 9780820335230. Consultado em 11 de julho de 2020
- Chambers, Lenoir. Stonewall Jackson. New York: Morrow, 1959. OCLC 186539122.
- Cooke, John Esten; Hoge, Moses Drury; Jones, John William (1876). Stonewall Jackson: A Military Biography. New York: D. Appleton and Company. OCLC 299589
- Cozzens, Peter. Shenandoah 1862: Stonewall Jackson's Valley Campaign. Chapel Hill: University of North Carolina Press, 2008. ISBN 978-0-8078-3200-4.
- Dabney, R. L. Life of Lieut.-Gen. Thomas J. Jackson (Stonewall Jackson). London: James Nisbet and Co., 1866. OCLC 457442354.
- Douglas, Henry Kyd. I Rode with Stonewall: The War Experiences of the Youngest Member of Jackson's Staff. Chapel Hill: University of North Carolina Press, 1940. ISBN 0-8078-0337-5.
- Gwynne, S. C. Rebel Yell: The Violence, Passion, and Redemption of Stonewall Jackson. New York: Simon & Schuster, 2014. ISBN 978-1-4516-7328-9.
- King, Benjamin. A Bullet for Stonewall, Pelican Publishing Company, 1990,. ISBN 0882897683.
- Lively, Mathew W. Calamity at Chancellorsville: The Wounding and Death of Confederate General Stonewall Jackson. El Dorado Hills, California: Savas Beatie, 2013. ISBN 978-1-61121-138-2.
- Mackowski, Chris, and Kristopher D. White. The Last Days of Stonewall Jackson: The Mortal Wounding of the Confederacy's Greatest Icon. El Dorado Hills, California: Savas Beatie, 2013. ISBN 978-1-61121-150-4.
- Robertson, James I., Jr. Stonewall Jackson's Book of Maxims. Nashville, Tennessee: Cumberland House, 2002. ISBN 1-58182-296-0.
- Shackel, Paul A. Archaeology and Created Memory: Public History in a National Park. New York: Kluwer Academic/Plenum Publishers, 2000. ISBN 978-0-306-46177-4.
- White, Henry A. Stonewall Jackson. Philadelphia: G.W. Jacobs and Co., 1909. OCLC 3911913.
- Wilkins, J. Steven. All Things for Good: The Steadfast Fidelity of Stonewall Jackson. Nashville, Tennessee: Cumberland House Publishing, 2004. ISBN 1-58182-225-1.